# Towarzystwo Wzajemnych Ubezpieczeń w Krakowie
Towarzystwo Wzajemnych Ubezpieczeń w Krakowie (TWU) – była instytucja ubezpieczeniowo-finansowa z siedzibą w Krakowie.

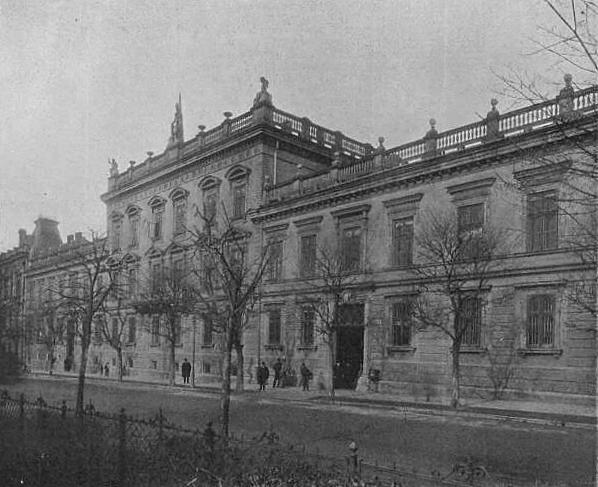
Gmach towarzystwa przy ulicy Basztowej w Krakowie

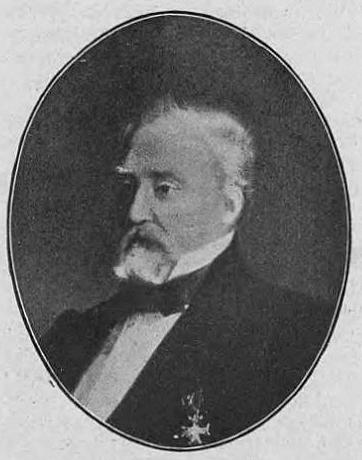
Inicjator założenia towarzystwa, Franciszek Trzecieski

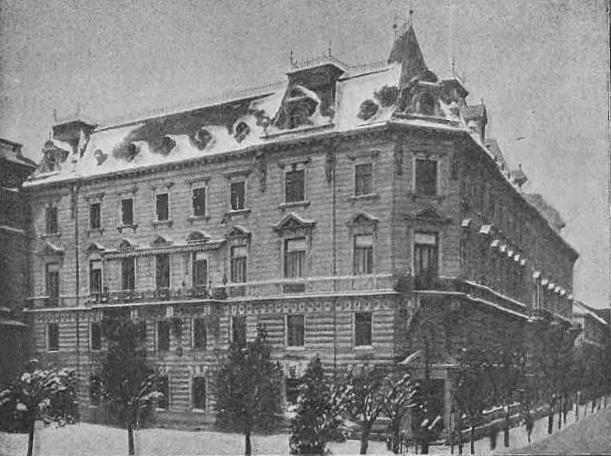
Siedziba reprezentacji TWU we Lwowie

## Historia
W okresie zaboru austriackiego inicjatorem powstania był Franciszek Trzecieski w 1842, gdy na sejmie postulatowym poruszył sprawę ustanowienia zakładu ubezpieczeń, co jednak nie przyniosło skutku. Po ponownym wniosku Trzecieckiego z 1844, sejm polecił wykonanie stosownego projektu, który nie zyskał przychylności Wydziału. Jeszcze później Towarzystwo Gospodarcze we Lwowie stworzyło kolejny projekt (1859), który został odrzucony przez rząd w Wiedniu.

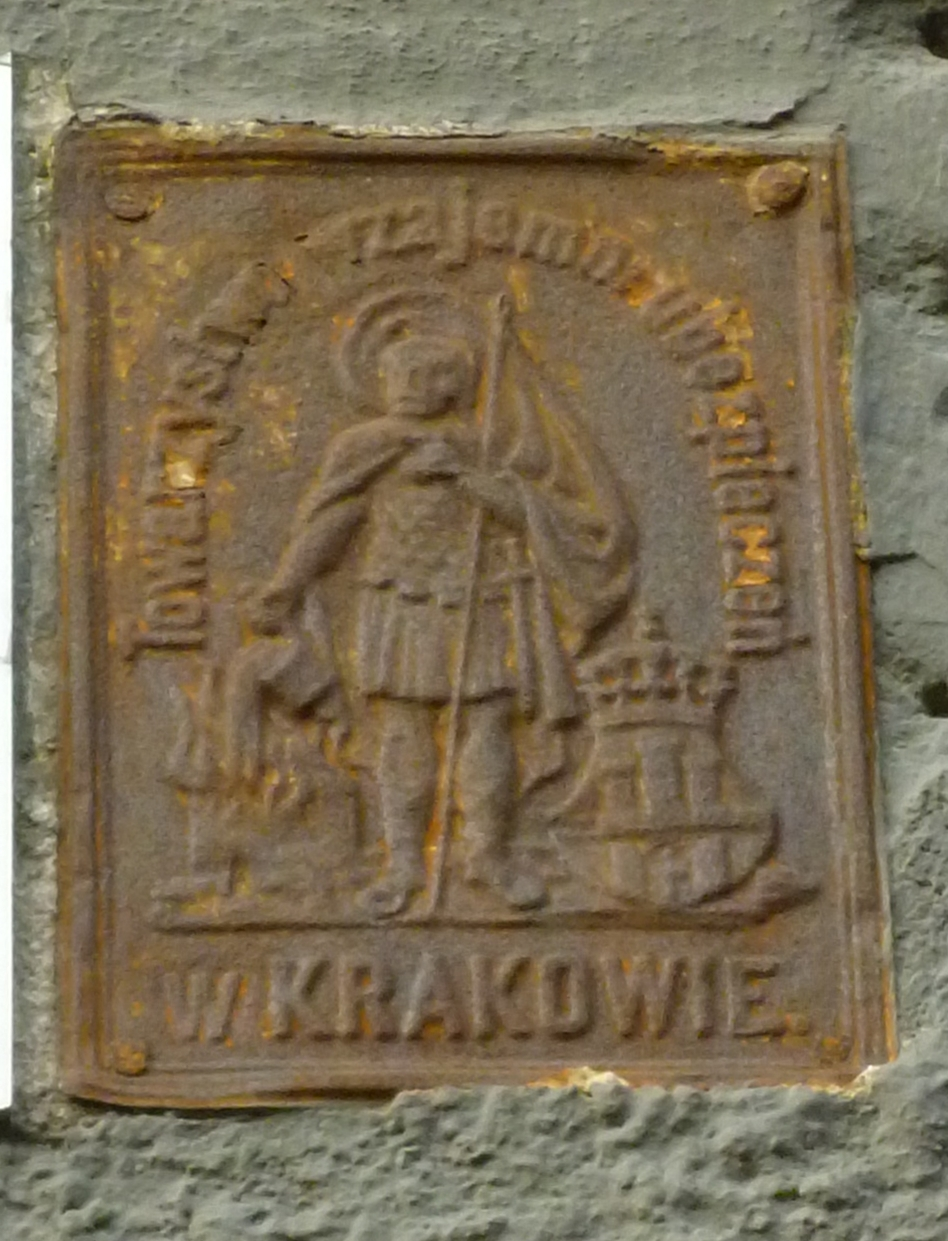
Tabliczka na budynku który był ubezpieczony w TUW

Powodowany skutkami pożaru w Mielcu Trzecieski jeszcze raz wnioskował założenie towarzystwa, na co przychylnie odpowiedziało krajowe prezydium w Krakowie, wymagając przedstawienia programu. Przygotowany program został przedłożony do krakowskiego prezydium 20 marca 1857, a jego współtwórcami byli Leon Gołaszewski, Karol Lariss, Władysław Sanguszko i Henryk Wodzicki. Na przełomie 1858/1859 prezydium przekazało kierującym towarzystwem wskazówki dotyczące zmian w jego statucie. W tym czasie do komitetu towarzystwa wstąpili: Wincenty Bobrowski, Edward Homolacs, Wincenty Kirchmajer, Wiktor Lanckoroński, Walenty Milieski, Kazimierz Starzeński, Józef Załuski. Te osoby, wraz z wcześniejszymi twórcami programu, zostały założycielami towarzystwa. W dalszym czasie trwały prace dotyczące poprawek w statucie, zaś ministerstwo spraw wewnętrznych zapewniło, iż wyda zezwolenie na utworzenie towarzystwa. Komitet prowadził akcję promującą powstanie towarzystwa wśród ziemian (rząd warunkował wydanie koncesji od wysokości ubezpieczeń 6 mln zł). W 1860 Trzecieski został wybrany dożywotnim kuratorem towarzystwa (prowadził starania przez 18 lat celem jego powstania). 20 października 1860 została wydana koncesja na działanie towarzystwa, 26 listopada 1860 zebrało się Zgromadzenie konstytuujące, które dokonało wyboru Zarządu.
Pierwszy zarząd TWU
- Adam Józef Potocki – prezes zarządu (1860-1872)
- Leon Gołaszewski – zastępca prezesa zarządu (1860-1872)
- Henryk Wodzicki – I dyrektor (przewodniczący dyrekcji)
- Władysław Biesiadecki – II dyrektor
- Henryk Kieszkowski – dyrektor referent
- Jan Załuski, Franciszek Paszkowski – zastępcy dyrektorów
- Członkowie rady nadzorczej: Teodor Baranowski, Aleksander Dzieduszycki, Edward Dzwonkowski, Artur Gołuchowski, Kazimierz Grocholski, Piotr Gross, Cezar Haller, Jan Jędrzejowicz, Henryk Komar, Ignacy Marceli Kruszewski, Walerian Krzeczunowicz, Piotr Stanisław Moszyński, Erazm Niedzielski, Mieczysław Pawlikowski, Karol Rogawski, Adam Stanisław Sapieha, Mieczysław Skarżyński, Ignacy Skrzyński, Jan Józef Tarnowski, Tytus Trzecieski, Leonard Wężyk, Jakub Wiktor, Erazm Wolański.

Towarzystwo działało w ramach autonomii galicyjskiej. Działalność towarzystwa obejmowała ubezpieczenia od ognia (początkowo w nazwie istniało to określenie), od 1864 została rozszerzona o dział na ubezpieczenia od gradobicia. Z inicjatywy towarzystwa w 1864 została założona w Krakowie pierwsza na terenach polskich ochotnicza straż pożarna. W 1866 otwartą pierwszą w Krakowie i czwartą w Galicji Kasę Oszczędności. 1 listopada 1869 otwarto dział ubezpieczeń na życie. Towarzystwo zawarło układy z zagranicznymi towarzystwami na dokonywanie interesów pośrednich (np. na terenie Królestwa Polskiego). Ponadto TWU czyniło starania celem otwarcia instytucji kredytowej i w 1869 zostało założone Towarzystwo Zaliczkowe (według zasad Schultzego z Delitsch), rozpoczęło działać w 1870, a po roku powstawały towarzystwa zaliczkowe w całej Galicji.
Po ustąpieniu Adama J. Potockiego w 1872, prezesem został Alfred Józef Potocki. Z inicjatywy TWU (1873) zostało założone osobne Towarzystwo Wzajemnego Kredytu, otwarte 17 sierpnia 1874. Od 1876 do 1883 prezesem był Józef Baum, a po jego śmierci Stanisław Michał Starowieyski. Na obchody 25-lecia towarzystwa została wydana księga pamiątkowa pt. Monografia Towarzystwa Wzajemnych Ubezpieczeń od chwili założenia tegoż do 1 kwietnia 1886. Od 1887 do 1890 prezesem był Artur Władysław Potocki (syn pierwszego prezesa), a po jego nagłej śmierci Zygmunt Dembowski od 1890 do 1896. W ostatnich kilkunastu latach rozrost TWU spowodował potrzebę reform. Ponadto po śmierci Trzecieskiego (1875) towarzystwem kierował Henryk Kieszkowski, którego obwiniono o defraudację finansową w wysokości 200 tys. florenów. Dyrektor przeszedł w stan spoczynku w 1896 po 36 latach pracy na stanowisku dyrektora referenta (w uznaniu zasług otrzymał tytuł honorowego kuratora, a jego miejsce zajął Henryk Romer). Od 1897 prezesem był Józef Męciński, a od 1903 dyrektorem referentem – adwokat Franciszek Paszkowski, wiceprezesem Tadeusz Cieński. W 1902 została powołana Spółka kredytowa członków Towarzystwa Wzajemnych Ubezpieczeń. Od 1906 Słonecki był zastępcą dyrektora, a dyrektorem drugim był Ignacy Głażewski.
Ponadto we władzach TWU zasiadał Andrzej Kazimierz Potocki, członkiem rady nadzorczej byli Zdzisław Marchwicki (od 1877), Feliks Gniewosz, dyrektorem był Maksymilian Łepkowski, delegatem Ludwik Baldwin-Ramułt, ajentem August Ścibor-Rylski, agentem Jerzy Kotula,
W trakcie swojej działalności Towarzystwo otworzyło reprezentację we Lwowie, obejmującą obszar Galicji Wschodniej i Bukowiny.
W 1911 Towarzystwo obchodziło 50-lecie istnienia.

## Siedziba
Po 1885 towarzystwo funkcjonowało w krakowskim gmachu położonym przy ulicy Basztowej.

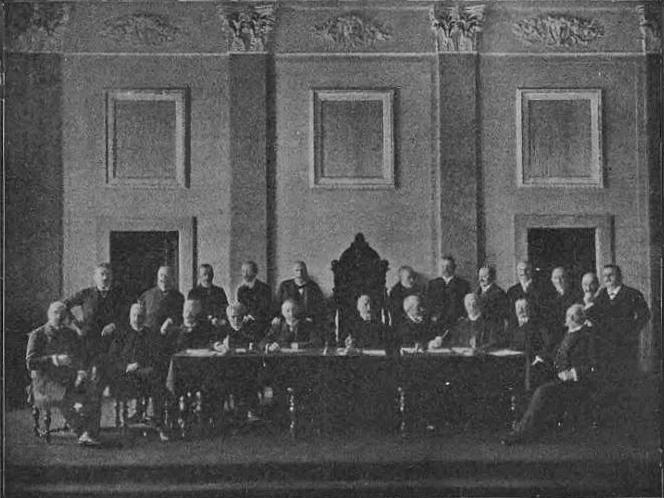
Rada nadzorcza TWU w 1911

## Zarząd – prezydium
Zarząd – prezydium rady nadzorczej
Prezesi
- Adam Józef Potocki (1860-1872)
- Alfred Józef Potocki (1872-1876)
- Józef Baum (1876-1883)
- Stanisław Michał Starowieyski (1883-1887)
- Artur Władysław Potocki (1887-1890)
- Zygmunt Dembowski (1890-1896)[8][9][10][11][12]
- Józef Męciński (1897-1914)[13][14][15][16][17][18][19][20][21][22][23][24][25][26][27][28][29][30]

Wiceprezesi
- Józef Męciński (1892-1897)
- Włodzimierz Gniewosz (1897-1905)
- Tadeusz Cieński (1905-)[22]

## Dyrekcja
| Dyrektorzy pierwszy (I) - Henryk Wodzicki (1860-1885) - Zenon Słonecki (1885-1906) - Michał Garapich (1907/1914) |  | Zastępcy dyrektorów pierwszych (I) - Franciszek Paszkowski (1893/1898) - Antoni Górski (1899/1906) - Zenon Słonecki (1907-1912) - Zygmunt Horodyński (1912-) |

| Dyrektorzy drudzy (II) - Karol hr. Scipio del Campo (1893/1898) - Ignacy Głażewski (1899/1912) - Stanisław Dydyński (1912/1914) |  | Zastępcy dyrektorów drugich (II) - Władysław Lisowski (1893, 1894, 1895, 1896, 1897, 1898) - Henryk Szarski (1899/1906) - Józef Jawornicki (1906/1914) |

| Dyrektorzy-referenci - Henryk Kieszkowski - Gustaw Romer (1898/1904) - Franciszek Paszkowski (1905/1914) |  | Zastępcy dyrektorów-referentów - Ignacy Głażewski - Edmund Piotrowski-Ginwiłł (1899/1905) - vacat (1906) - Henryk Szatkowski (1907/1914) |

Kuratorzy
- Henryk Kieszkowski (1903, 1904)